# Tadeusz Grzegorz Mars
Tadeusz Grzegorz August Mars, herbu Noga (ur. 4 czerwca 1864 w Starej Wsi – zm. 21 września 1918 w Krakowie) – ziemianin, przedsiębiorca i działacz gospodarczy.

## Życiorys
Ukończył studia wyższe, z tytułem doktora. Był udziałowcem w przemyśle naftowym. Od 1904 był współwłaścicielem wraz z braćmi Antonim i Zygmuntem dóbr Stara Wieś w pow. limanowskim. Członek i działacz Galicyjskiego Towarzystwa Gospodarskiego, członek Komitetu GTG (24 czerwca 1904 – 30 czerwca 1908). Był także dyrektorem oddziału handlowego przy Komitecie GTG we Lwowie (1910-1914). Lustrator sądowy do spraw stowarzyszeń zarobkowych i gospodarczych Krajowego Sądu Wyższego we Lwowie (1914). Członek komisji rewizyjnej Galicyjskiej Spółki Zbytu Jaj i Drobiu "Ovum" we Lwowie (1914).
Pochowany w kaplicy grobowej na cmentarzu w Limanowej.

## Rodzina
Urodził się w rodzinie ziemiańskiej, syn Antoniego Józefa (1819-1905) i Franciszki z Żelechowskich. Miał liczne rodzeństwo: siostry: Augustynę (1846-1927), żonę Kazimierza Żelechowskiego (1839-1893) i Marię Annę (1857-1930) żonę Adolfa Wolframa (1850-1897) oraz braci: lekarza Antoniego Izydora (1851-1918), ziemian Jana Nepomucena (1852-?), Stanisława Oktawiana (1855-1915), Zdzisława (1887-1912), Franciszka (1888-1941), Zygmunta Feliksa (1859-1945), Kazimierza Leona (1861-1908). Ożenił się w 1900 ze Stefanią z Dunikowskich (ur. 1880), mieli dzieci: córki: Kazimierę (1900-1969), historyczkę sztuki  Annę Marię, (1904-1989) i syna artystę malarza Witolda Macieja (1908-1985).